# Nikolaikirche (Gardelegen)

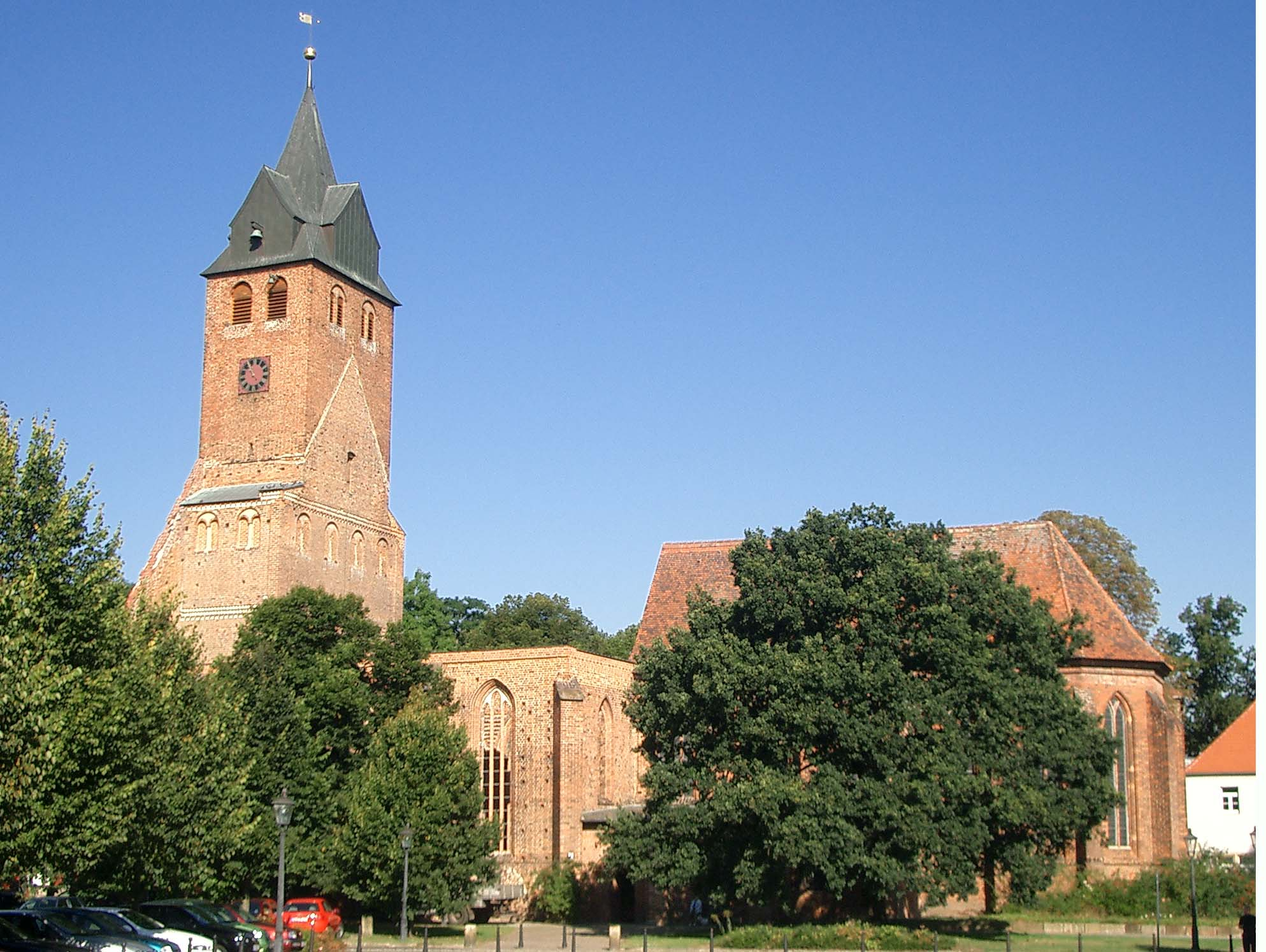
Nikolaikirche von Süden

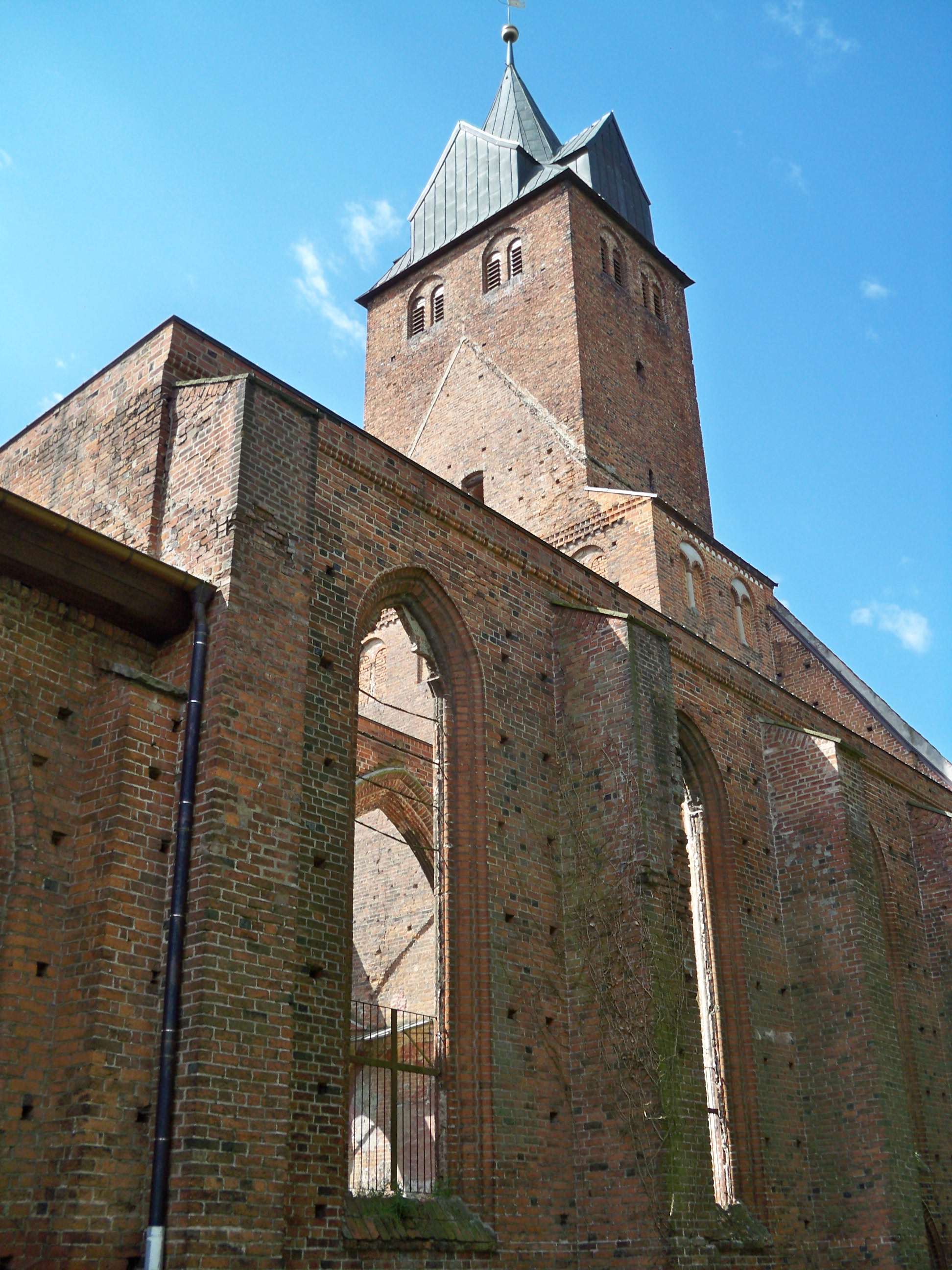
Nordseite der Kirche

Die Nikolaikirche, gelegentlich auch Nicolaikirche, in Gardelegen im Norden Sachsen-Anhalts wird der Backsteinromanik und -gotik zugerechnet. Sie ist Nikolaus von Myra geweiht, dem Schutzpatron der Kaufleute und Seefahrer. Nach ihrer Zerstörung im Zweiten Weltkrieg bei einem US-Luftangriff am 15. März 1945 wurde sie nur teilweise wiederaufgebaut. Seit 1977 wird sie nicht mehr sakral genutzt.

## Geschichte
An der Stelle der heutigen Kirche stand vermutlich eine hölzerne Missionskirche aus der Zeit der Karolinger, die Stephan geweiht war. Um 1200 wurde die heutige Kirche als romanischer Backsteinbau mit querstehendem Westturm errichtet. Bauherr war Heinrich von Gardelegen, der von 1186 bis 1192 auf Burg Gardelegen lebte. Später erfolgten Umbauten und Erweiterungen im gotischen Stil: 1420 begann man mit dem Bau des Chores; das Langhaus wurde am Ende des 15. Jahrhunderts als Hallenkirche neugebaut, nach 1500 wurde der Turm verändert. Bis zur Reformation war die Nikolaikirche die Gardelegener Hauptkirche. Fortan wurde sie von der evangelisch-lutherischen Gemeinde genutzt. 1596 erhielt die Kirche eine neue Kanzel. Ende des 18. Jahrhunderts war die Kirche so baufällig, dass ihr Abriss erwogen wurde, Gardelegener Bürger setzten sich aber für eine Restaurierung ein.
Gegen Ende des Zweiten Weltkriegs, am 15. März 1945, wurde die Kirche durch Bombentreffer der US-Luftflotte weitgehend zerstört. Der Chor wurde einige Jahrzehnte als Notkirche genutzt. 1977 war der bauliche Zustand der Kirche jedoch so schlecht, dass sie entwidmet wurde. Erst 1991 begann man mit Restaurierungsarbeiten, bei denen die Turmspitze neu gedeckt wurde. 1993 wurde der „Verein für Kultur und Denkmalpflege Gardelegen und Umgebung“ gegründet, der in Eigeninitiative Reparaturen und Ergänzungen an der Kirche vornehmen ließ. 1995 fanden erstmals wieder kulturelle Veranstaltungen im Chor der Kirche statt.

## Architektur, Ausstattung und Nutzung

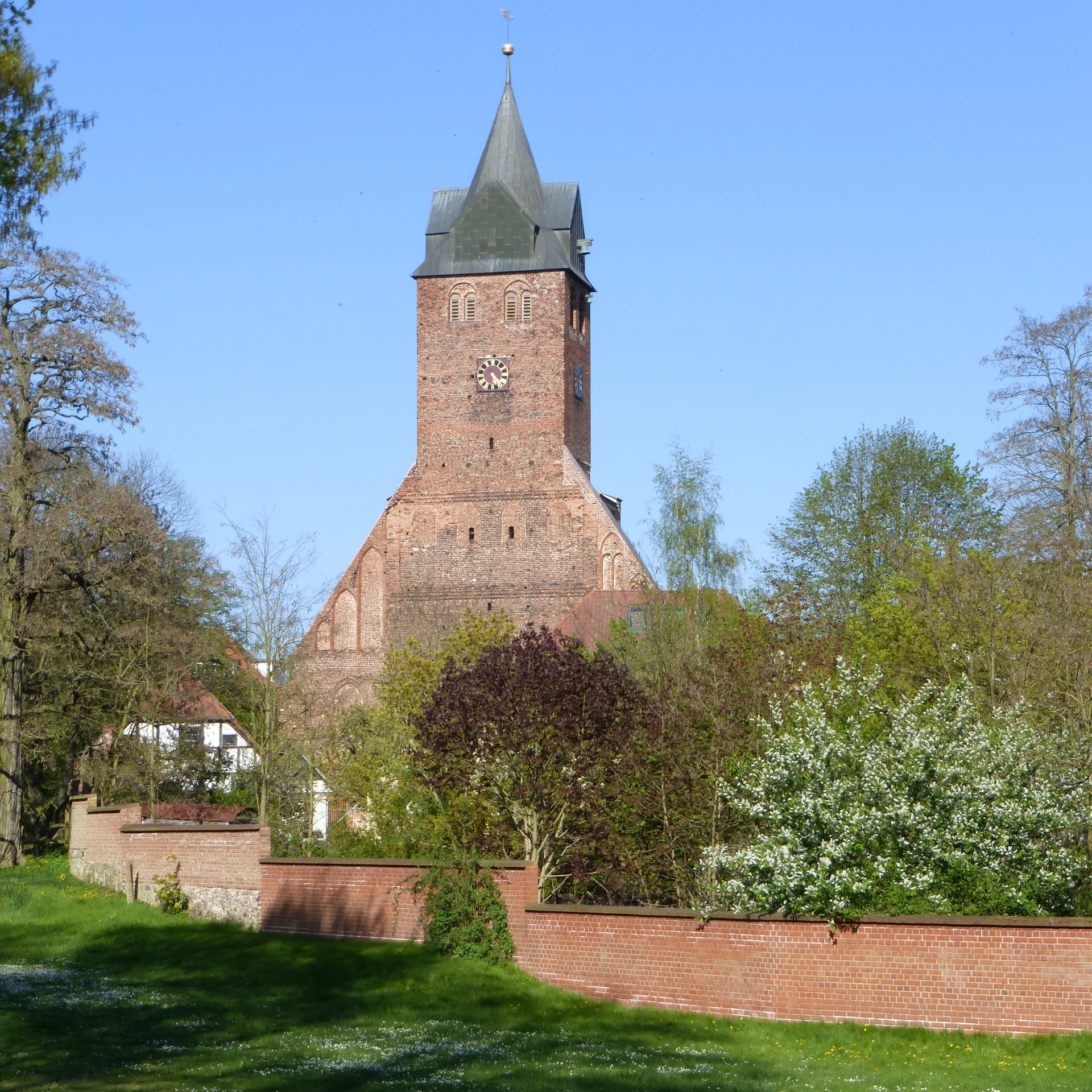
Nikolaikirche von Westen

Von der Kirche sind der Turm und der Chor erhalten; vom ehemaligen dreischiffigen, vierjochigen Langhaus stehen nur die Außenmauern und im Inneren die Rundpfeiler mit flachen Diensten. Der Chor besteht aus vier Jochen mit Fünfachtelschluss. Zwischen den Strebepfeilern befinden sich zweiteilige Spitzbogenfenster. Der Langchor hat eine Balkendecke, die mit Bürgerwappen des frühen 16. Jahrhunderts versehen ist. Nur im Chorschluss und im östlichen Dach befinden sich Gewölbe. In der Nordostecke befindet sich die Gruft der Familie von Alvensleben. An der Nordseite liegt die Sakristei im querrechteckigen Chorseitenschiff, das zwei Joche aufweist und so hoch wie der Chor ist. An romanischen Formen sind vor allem vermauerte Wandöffnungen des Westbaus erhalten, die vom gotischen Umbau bis zur Zerstörung im Zweiten Weltkrieg unter dem Dach des Schiffs verborgen waren.
Von der einstigen Ausstattung sind nur der Altartisch und – im Hohen Chor – Wandmalereien der Spätgotik erhalten, andere Teile der Ausstattung wurden von der Gardelegener Marienkirche übernommen.
Der 54 Meter hohe Turm ist durch Lisenen gegliedert. Er kann über eine Mauertreppe bestiegen werden. Auf der Höhe des Langhaussimses befand sich das Glockengeschoss, dessen gekuppelte Rundbogenschallöffnungen vermauert sind.
Der „Verein für Kultur und Denkmalpflege Gardelegen und Umgebung“ nutzte die Kirche für Chor- und Instrumentalkonzerte sowie für Führungen und Ausstellungen. Das ehemalige Langhaus soll als „Lapidarium“ Grabsteine und architektonische Objekte aus Gardelegen aufnehmen. Eine Besichtigung der Kirche ist möglich.

## Umgebung
Die Kirche liegt am Holzmarkt im nördlichen Stadtzentrum unmittelbar an der Wallanlage.

## Denkmalschutz
Die Kirche steht unter Denkmalschutz und wird unter der Nummer 094 85776 geführt.